# Tell Us the Truth
Tell Us the Truth — дебютный альбом британской панк-группы Sham 69, выпущенный в феврале 1978 года на лейбле Sire Records.

## Об альбоме
Первая сторона альбома была записана на концерте, вторая — в студии. Одна из самых известных песен раннего репертуара группы «Borstal Breakout» представлена здесь в «живом» варианте.
Альбом поднялся до #25 в UK Albums Chart. Позже он был перевыпущен как двойник, в комплекте со вторым альбомом That’s Life.

## Список композиций
Ве песни написаны Джимми Пёрси и Дэйвом Парсонсом
1. «We Got A Fight»
2. «Rip Off»
3. «Ulster»
4. «George Davies Is Innocent»
5. «They Don’t Understand»
6. «Borstal Breakout»

1. «Family Life»
2. «Hey Little Rich Boy»
3. «I’m A Man, I’m A Boy»
4. «What About the Lonely?»
5. «Tell Us The Truth»
6. «It’s Never Too Late»
7. «Who’s Generation!»

### CD: бонус-треки
1. «What Have We Got?» (live)
2. «Borstal Breakout» (сингл-версия)

## Участники записи
- Jimmy Pursey — вокал
- Dave Parsons — гитара
- Dave Treganna — бас-гитара
- Mark «Dodie» Cain — ударные
- Peter Wilson — продюсер
- Brian Burrows — ремикс
- Steve Hammonds — координатор проекта
- Jo Mirowski — арт-директор
- Alwyn Clayden — дизайнер
- Martyn Goddard — фотограф
- Barry Plummer — фотограф